# 阿蒙当
阿蒙当（法語：Amondans，法語發音：[amɔ̃dɑ̃]）是法国杜省的一个市镇，属于贝桑松区。

## 地理
阿蒙当（47°4'8"N, 6°2'25"E）面积5.68 平方千米，位于法国勃艮第-弗朗什-孔泰大區杜省，该省份为法国东部内陆省份，北起上索恩省，西接汝拉省，东部及东南部与瑞士接壤，东北部与贝尔福地区省接壤。
与阿蒙当接壤的市镇（或旧市镇、城区）包括：克莱龙、吕雷、费尔唐、马朗、利济讷、卡德梅讷。

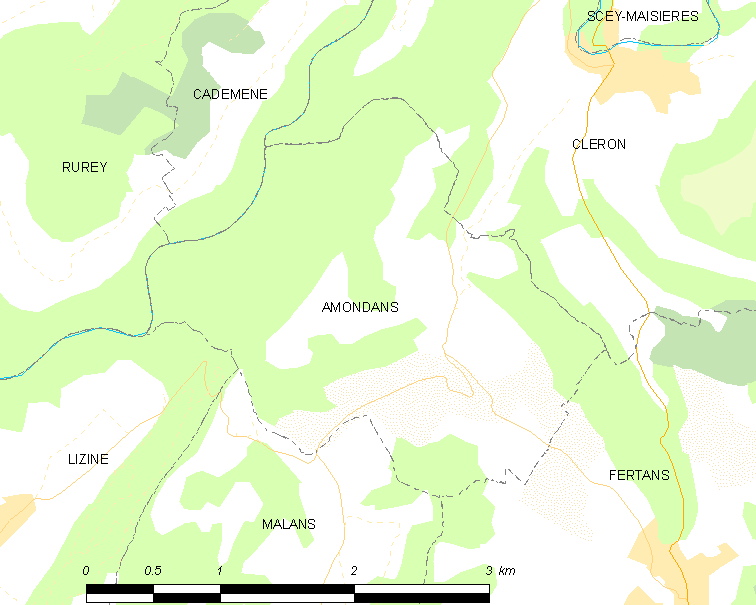
阿蒙当的OSM定位图

阿蒙当的时区为UTC+01:00、UTC+02:00（夏令时）。

## 行政
阿蒙当的邮政编码为25330，INSEE市镇编码为25017。

## 政治
阿蒙当所属的省级选区为奥尔南县。

## 人口

1962-2008年间阿蒙当人口变化图示

阿蒙当于2022年1月1日时的人口数量为86人。